# من لا يحضره الفقيه
مَنْ لا يحضُرُه الفقيه هو اسم موسوعة ضخمة من الأحاديث، وهو أحد الكتب الأربعة للشيعة ، وأشهر كتب الشيخ الصدوق ، حيث يتناول فيه موضوعات فقهية مختلفة للشيعة ، اقتبس الصدوق أحاديث هذا الكتاب من كتب حريز بن عبد الله سجستاني وشيخ اجل حلبي وعلي بن مهزيار اهوازي وأحمد بن محمد بن عيسي وابن ابي عمير وشيخ برقي وحسين بن سعيد اهوازي.

## المؤلف
أبو جعفر محمد بن علي بن بابويه القمي المعروف بالشيخ الصدوق  عالم وفقيه ومحدث عند المسلمين  وهو أحد الأربعة المشهورين بجمع الأخبار، ولد في مدينة قم في عصر الغيبة الصغرى. ثم نشأ في أسرة وكان والده فقيهاً. وقد أكثر الصدوق من مجالسة العلماء والسماع منهم حتى أصبح فقيهاً ومحدثاً ، وقد تميزت مؤلفاته عند الفقهاء والعلماء بأنها مصادر موثوقة ولذلك سمي بالصدوق . عُرف الصدوق بالسفر الكثير إلى عدة أقطار وبلدان بحثاً عن العلوم والأحاديث. وقد تتلمذ على يده بعض العلماء كالشريف المرتضى، والمفيد وغيرهم. ثم تُوفّي في بلدة الري، ودُفن قرب مرقد عبد العظيم الحسني.

## سبب التأليف والكلام فيه

### سبب التأليف
عندما سافر إلى مدينة بلخ ،طلب أحد سادات بلخ منه أن يكتب له كتاباً في الفقه على نمط كتاب من لا يحضره الطبيب تأليف محمد بن زكريا الرازي في علم الطب ، فقبل الشيخ و كتب الكتاب.

### أهمية الكتاب
كتاب من لا يحضره الفقيه هو أحد الكتب الأربعة و يعتبر من أهم المصادر الروائية لدى الشيعة حيث كان مرجع علمياً هاماً لإستنباط الأحكام الشرعية لعلماء الشيعة و كتبت حوله العشرات من الشروح و ترجمت إلى لغات أخرى.

### الهدف من الكتاب
يقول المؤلف:
«"لم أقصد فيه قصد المصنفين في إيراد جميع ما رووه، بل قصدت إلى إيراد ما أفتي به وأحكم بصحته وأعتقد فيه أنه حجة فيما بيني وبين ربي"»

### مميزات الكتاب
فمن مميزات هذا الكتاب:
- حذف سند الروايات للاختصار واكتفى بذكر الراوي الأخير، الذي رفع الحديث إلى المعصوم ثم ذكره في آخر كتابه مشيخته.
- عدم ذكر الروايات المتعارضة.
- لقد جمع الروايات من الكتب المشهورة المعتبرة.
- نقل الروايات التي أفتى على أساسها.